# Choschen

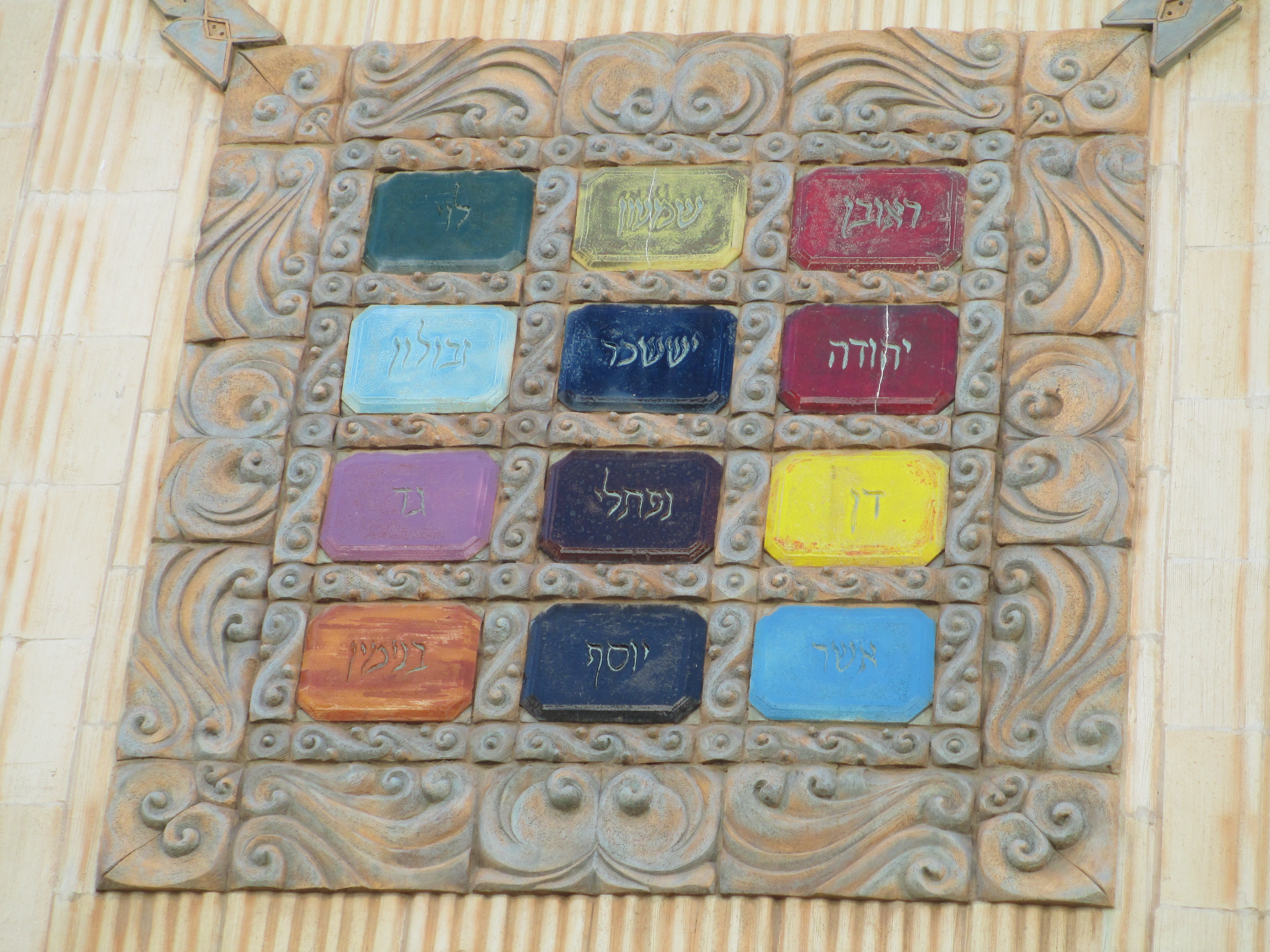
Choschen als Schmuckelement der sefardischen Hauptsynagoge von Ramat Gan

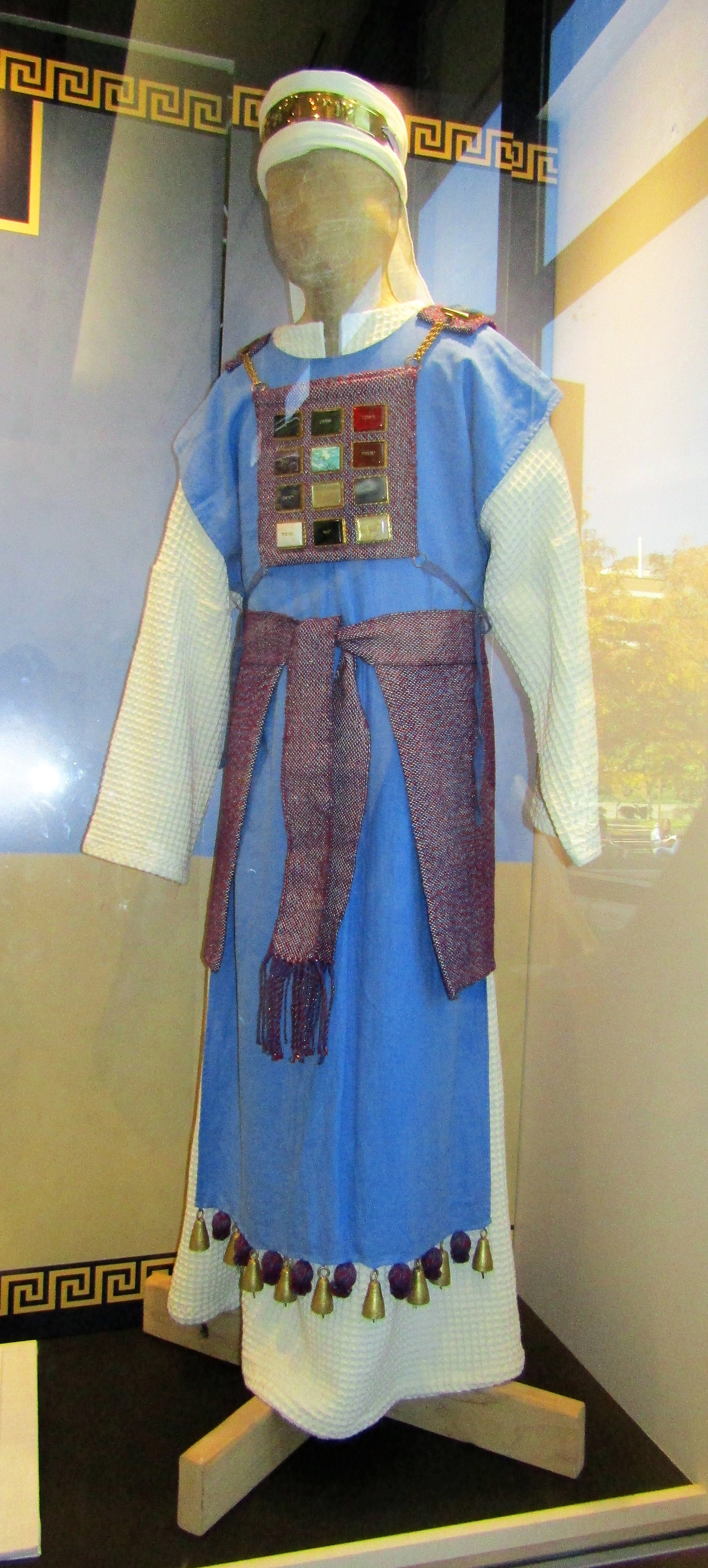
Ornat des jüdischen Hohenpriesters, Rekonstruktionsversuch (Brigham Young University)

Als Choschen (hebräisch חֹשֶׁן ḥoshen) wird eine Brusttasche bezeichnet, die zum Ornat des jüdischen Hohenpriesters gehörte.

## Biblische Beschreibung
Der Choschen wurde nach biblischer Darstellung für Aaron, den Bruder des Mose, angefertigt (Ex 28,15-30 ).
Grundmaterial des Choschen war ein textiles Material, näher definiert als „Kunstweber-Machart“. Gemeint ist eine Webtechnik. Der Hohepriester trug ein violettes Obergewand, zu dem die buntgemusterten Textilien Efod und Choschen einen Kontrast bildeten. Farblich entsprach der Ornat der Farbgebung des Heiligtums (Mischkan), wodurch die Zugehörigkeit Aarons und seiner Amtsnachfolger zur göttlichen Sphäre augenfällig war.
Der Choschen erfüllte seine Funktion nur, wenn er am Efod, einem weiteren Stück des hohepriesterlichen Ornats, befestigt war.
Der Text ist sehr daran interessiert, dass der Choschen fest sitzt. An den vier Ecken der Tasche sind deshalb goldene Ringe angebracht. Durch die beiden oberen Ringe gehen goldene Kettchen, denn der Choschen ist durch seine zwölf Schmucksteine relativ schwer. Zur Befestigung an den beiden unteren Ringen sind dagegen Purpurschnüre vorgesehen. Sie sollen verhindern, dass der Choschen verrutscht.
Der Ornat des Hohenpriesters, wie er hier beschrieben ist, entspricht den Gegebenheiten des Zweiten Tempels, auch wenn einzelne Elemente älter sein können. Einige Exegeten nehmen an, dass der Choschen in der komplizierten Form von Ex 28 eine kreative Leistung der Priesterschrift ist, die damit mehrere Zwecke verfolgt:
- Lostasche für die Urim und Tummim. Zur Zeit des Zweiten Tempels war das Losorakel längst außer Gebrauch.[3] Die Lose, deren Gestalt unbekannt ist (vielleicht Stäbchen[3]), sind aber wegen ihrer Namen (Luther übersetzte: „Licht und Recht“) symbolisch interessant. Der Hohepriester brachte im Ritual die gerechte Weltordnung vor JHWH. Ähnliches ist, bezogen auf die Ma’at, aus dem ptolemäischen Ägypten bekannt.[3]
- Feste Verbindung der Lostasche mit dem Efod: Die Utensilien für das Orakel sind damit im Wortsinn an den Hohenpriester gebunden[4].
- Der Hohepriester trägt bei seinem Dienst am Heiligtum die Namen der zwölf Stämme „über seinem Herzen“ – eine Art stummes Gebet für die ganze Gemeinde (nach Benno Jacob).[5]

## Identifikationsversuche der Edelsteine
Für jeden der zwölf Stämme Israels war an der Brusttasche ein Edelstein befestigt (drei Steine in vier Reihen), auf dem der Name des Stammes eingraviert war. Es gibt verschiedene Modelle, wie die Stämme auf die einzelnen Edelsteine verteilt werden; nach Raschi und Ramban waren sie nach dem Alter geordnet.
| Name des Stammes | Masoretischer Text | Septuaginta             | Septuaginta Deutsch | Identifikation der Steine nach der jüdischen Tradition (Ludwig Philippson)                                                                    | Zürcher Bibel | Einheitsübersetzung 2016 | Lutherbibel 2017 |
| ---------------- | ------------------ | ----------------------- | ------------------- | --- | ------------- | ------------------------ | ---------------- |
| Ruben            | Odem אֹדֶם           | σάρδιον Sárdion         | Sarder              | Ein roter Stein. | Rubin         | Rubin                    | Sarder           |
| Simeon           | Pitda פִּטְדָה         | τοπάζιον Topázion       | Topas               | Da der Topas in der Antike als goldgelb oder grün bezeichnet wird, wird dieser Stein mit dem grünlichen Chrysolith aus Ägypten identifiziert. | Chrysolith    | Topas                    | Topas            |
| Levi             | Bareqet בָּרֶקֶת       | σμάραγδος Smáragdos     | Smaragd             | Smaragd: grasgrün, glänzend und durchsichtig.                                                                                                 | Smaragd       | Smaragd                  | Smaragd          |
| Juda             | Nofech נֹפֶךְ         | ἄνθραξ Ánthrax          | Karbunkel           | In der Antike ein Stein wie eine glühende Kohle, daher mit Rubin oder Granat identifiziert.                                                   | Malachit      | Karfunkel                | Rubin            |
| Dan              | Sappir סַפִּיר        | σάπφειρος Sáppheiros    | Saphir              | Ein himmelblauer Stein. | Lapislazuli   | Saphir                   | Saphir           |
| Naftali          | Jahalom יָהֳלֹם       | ἴασπις Íaspis           | Jaspis              | Völlig ungewiss, vielleicht eine Varietät des Chalcedon: fleischfarben mit milchweißen Streifen.                                              | Jaspis        | Jaspis                   | Diamant          |
| Gad              | Leschem לֶשֶׁם        | λιγύριον Ligýrion       | Ligyrion            | Hyazinth: „ponceauroth“ und durchsichtig. | Hyazinth      | Achat                    | Lynkurer         |
| Ascher           | Schvo שְׁבוֹ          | ἀχάτης Achátes          | Achat               | Achat: mit allen Grundfarben und Streifen. | Achat         | Hyazinth                 | Achat            |
| Isaschar         | Achlama אַחְלָמָה      | ἀμέθυστος Améthystos    | Amethyst            | Amethyst: violettblau und durchsichtig. | Amethyst      | Amethyst                 | Amethyst         |
| Sebulon          | Tarschisch תַּרְשִׁישִׁ   | χρυσόλιθος Chrysólythos | Chrysolyth          | Chrysolyth: blassgrün oder gelb. Nach Plinius in Spanien zu finden, was zum hebräischen Namen passt (vgl. die Stadt Tarschisch).              | Topas         | Chrysolith               | Türkis           |
| Josef            | Schoham שֹׁהַם        | βηρύλλιον Berýllion     | kleiner Beryll      | Schohamstein: Beryll oder Onyx. | Karneol       | Karneol                  | Onyx             |
| Benjamin         | Jaschfe יָשְׁפֵה       | ὀνύχιον Onýchion        | Onyx                | Jaspis: verschiedene Farben, undurchsichtig. Ägyptischer Jaspis ist braun.                                                                    | Onyx          | Onyx                     | Jaspis           |

## Rezeption
Choschen ha-Mischpat, „Brusttasche des Rechtsentscheids“, heißt der vierte Teil des Schulchan Aruch.
Die Vulgata übersetzt den Choschen mit rationale: „Rationale quoque judicii facies opere polymito juxta texturam superhumeralis...“ (Ex 28,15a). „Vom B(rustschild) des Hohepriesters ist offenbar abhängig ein bischöflicher Brustschmuck, der vom 11. bis zum 13. Jh. mehrfach in den Schriftquellen als Rationale erwähnt und auf Denkmälern dargestellt, aber in keinem einzigen Beispiel erhalten ist.“